# Ordnance
Ordnance az Amerikai Egyesült Államok Oregon államának Umatilla megyéjében, az Interstate 84 és a U.S. Route 30 közös szakaszán elhelyezkedő kísértetváros.
1941-ben a hadügyminisztérium itt hozta létre az Umatillai Lőszerraktárat (Umatilla Ordnance Depot, később vegyifegyver-raktár), a települést is erről nevezték el. A posta 1943-ban nyílt meg. A második világháború után csökkent a hadi költségvetés, így a helység elnéptelenedett.

## Fordítás
- Ez a szócikk részben vagy egészben  az   Ordnance, Oregon című angol Wikipédia-szócikk ezen változatának fordításán alapul.  Az eredeti cikk szerkesztőit annak laptörténete sorolja fel. Ez a jelzés csupán a megfogalmazás eredetét és a szerzői jogokat jelzi, nem szolgál a cikkben szereplő információk forrásmegjelöléseként.